# Зленко Григорій Дем'янович
Григо́рій Дем'я́нович Зле́нко (нар. 7 листопада 1934, село Потік, нині Миронівського району Київської області — 25 серпня 2015) — український письменник, літературознавець, бібліограф. Заслужений діяч мистецтв України (1996). Член Національної спілки письменників України, завідувач редакційно-видавничого відділу Одеської національної наукової бібліотеки, дійсний член Наукового товариства імені Т. Шевченка (НТШ), член Міжнародної асоціації україністів.

## Біографія
Народився 7 листопада 1934 року в селі Потік, нині Миронівського району Київської області.
1961 року закінчив факультет журналістики Київського державного університету.
Автор літературних портретів кіноактриси Віри Холодної і режисера Фавста Лопатинського, нарису про початок українського кіно «Брати Люм'єри чи Тимченко?», книг «Одеська кіностудія художніх фільмів» (1962 і 1979).

## Вшанування пам'яті
У місті Одеса є вулиця Григорія Зленка.